# یواس‌اس مدیر (ای‌ام-۳۱۵)
یواس‌اس مدیر (ای‌ام-۳۱۵) (به انگلیسی: USS Chief (AM-315)) یک کشتی است که طول آن ۲۲۱ فوت ۳ اینچ (۶۷٫۴۴ متر) می‌باشد. این کشتی در سال ۱۹۴۳ ساخته شد.